# Ballyoulster
Ballyoulster (en irlandais, ile Ualstair) est un village et un townland au nord-est du comté de Kildare, en Irlande. Il fait partie de la baronie de South Salt et de la paroisse civile de Donaghcumper.
Son développement est planifié en accord avec la ville voisine de Celbridge.
Il est cependant traité de manière isolée en matière de recensement et accusait une population de 479 habitants en 2016.
Ballyoulster United, le club de football, évolue dans la Leinster Senior League en 2015,.